# Ios
Ios (griechisch Ίος [ˈiɔs] (f. sg.)) ist eine griechische Insel im Ägäischen Meer, die zu den Kykladen gehört. Gleichzeitig bildet sie eine Gemeinde innerhalb der Region Südliche Ägäis. Von Einheimischen wird die Insel auch Nios genannt. Während Ios im 19. Jahrhundert noch rund 3500 Einwohner hatte, lebten im Jahre 2011 dauerhaft 2024 Menschen hier.

## Lage
Nördlich von Ios liegen Paros 22,5 km und Naxos weniger als 19 km entfernt. Amorgos liegt 22 km östlich und Thira 18 km südlich. Die zur Gruppe der Kleinen Kykladen gehörende Insel Iraklia, 10 km nordöstlich sowie Sikinos im 6,5 km westlich sind die nächstgelegenen Inseln. Bei einer maximalen Länge von 15 km und Breite von 7 km beträgt die Fläche der achtgrößten Kykladeninsel etwa 108,713 km². Die höchsten Erhebungen sind Pyrgos (732 m) und Profitis Ilias (500 m).

## Geschichte
Genaue Daten zur Erstbesiedlung der Insel sind nicht ermittelbar, jedoch weisen mehrere archäologische Gräberfunde bei Manganari im Süden auf bereits im 3. Jahrtausend v. Chr. existierende Siedlungen hin. Die griechische Besiedlung erfolgte um 1000 v. Chr. Ios gehörte im 5. und 4. Jahrhundert v. Chr. dem Attischen Seebund an, dann im 3. Jahrhundert v. Chr. dem Nesiotenbund. Auf der Insel wurde eine eigene Münzprägung nachgewiesen, die noch unter römischer Herrschaft bestanden hatte.
Ios wurde mehrmals von verschiedenen Armeen und Herrschern erobert. Nach der Teilung des Römischen Reiches gehörte die Insel zu Byzanz.
Dann wurde sie ein Teil des Herzogtums Archipelagos und 1269 von der byzantinischen Flotte unter dem Kommando von Licario zurückerobert. Jedoch wurde sie wenige Jahre später von dem Venezianer Dominico Schiavo den Byzantinern entrissen. Nach seinem Tod fiel sie 1322 wieder an das Herzogtum Archipelagos zurück. Nachdem der Herzog Jacopos I. (1397–1418) eine Erbteilung durchführte, erhielt sein Bruder Marco I. Crispo (1397–1450) die Insel Ios, die seine Nachkommen bis zum Jahre 1508 behielten. Als Mitgift der Adriana, der einzigen Tochter des letzten Herrschers der Insel, gelangte Ios 1508 in den Besitz des Alessandro Pisani. Die Herrschaft der italienischstämmigen Dynastien endete 1537, als das Eiland von dem berüchtigten türkischen Feldherrn und Piraten Khair ad-Din Barbarossa dem osmanischen Reich angeschlossen wurde. Die Insel ist seit 1832 wieder griechisch.

## Sehenswürdigkeiten
Homers Grab
Verschiedene Legenden der Insel berichten, dass die Mutter des antiken Dichters Homer auf Ios geboren und er selbst dort begraben sein soll. Sein Grab wurde schon in der Antike unweit der Nordspitze der Insel in der Gegend um Plakoto angenommen. Jedoch wurde bei der Datierung der Grabstätte eine zeitliche Differenz von 600 Jahren zum vermuteten Todesjahr von Homer festgestellt. 1771 behauptete der Holländer Pasch van Krienen, Homers Grab gefunden zu haben. Bei der Öffnung des Grabes will er beobachtet haben, wie ein Skelett in Sekundenschnelle zu Staub zerfiel. Van Krienen ließ die Steinplatten vom Grab Homers nach Livorno bringen, wo sie dann auf mysteriöse Art verschwanden.
Für die Inselbesucher ist die kleine befestigte Grabanlage von Homer auf einem Hügel an der Nordküste der Insel ein beliebtes Ausflugsziel und vermutlich mit der Grund, weshalb die Ergebnisse der Datierung gerne verschwiegen werden. Bereits im Altertum wurde von der Inselbevölkerung der Mythos des berühmten Dichters ausgiebig ausgenutzt. Bestärkt wurde sie durch den Reiseschriftsteller Pausanias. Nach der Legende machte Homer auf Ios während seiner Durchreise nach Athen Halt; er sei wenig später aus Kummer darüber gestorben, dass er ein Rätsel, das ihm die einheimischen Fischer gestellt hätten, nicht zu lösen vermochte. Der Homerkopf erschien im lokalen Münzbild, und zu seinen Ehren wurde im Inselkalender ein Monat nach ihm benannt.
Skarkos
Die Siedlung von Skarkos (Σκάρκος) liegt auf einem Hügel in Kambos, dem fruchtbarsten Gebiet der Insel etwa einen Kilometer nordöstlich des Hafens.
Von 1986 bis 1995 wurde unter der archäologischen Leitung von Marisa Marthari eine bronzezeitliche Siedlung aus der Zeit von etwa 2700 bis 2400/2300 v. Chr. ausgegraben. Die Siedlung erstreckt sich über 1,1 Hektar und ist bis heute die größte und am besten erhaltene Siedlung der frühkykladischen Keros-Syros-Kultur, die von 200 bis 300 Menschen bewohnt war. Erstmals wurden geschlossene Hauskomplexe freigelegt, was die Vermutung nahelegt, dass die Siedlung infolge einer Katastrophe wahrscheinlich einem Erdbeben aufgegeben wurde.
Kirchen
Es wird erzählt, auf Ios gebe es 365 Kirchen und Kapellen, entsprechend der Anzahl der Tage eines Jahres.
Paleokastro
Im Norden der Insel befindet sich auch die Ruine der venezianischen Burg Paleokastro aus dem 15. Jahrhundert.

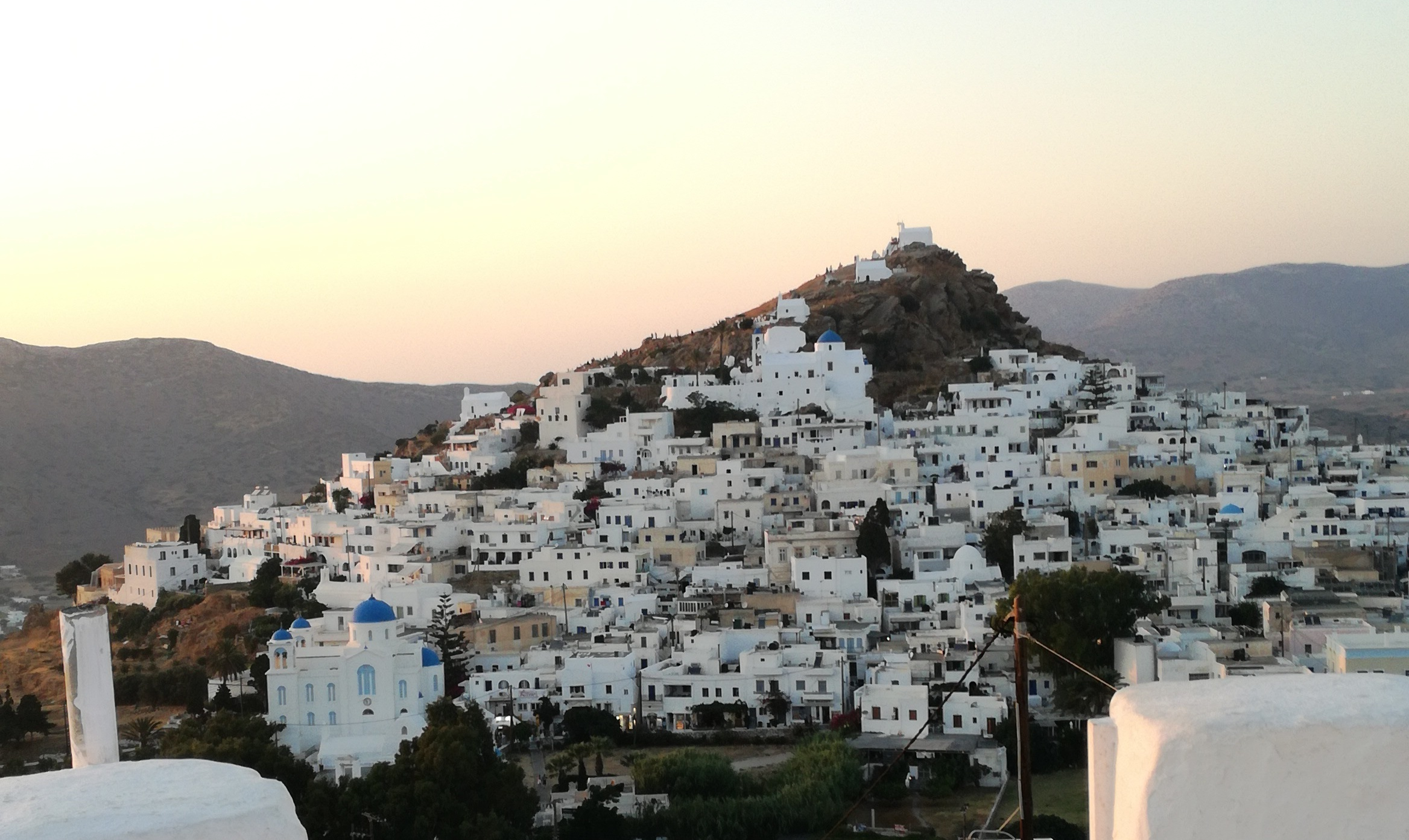
Chora von Ios
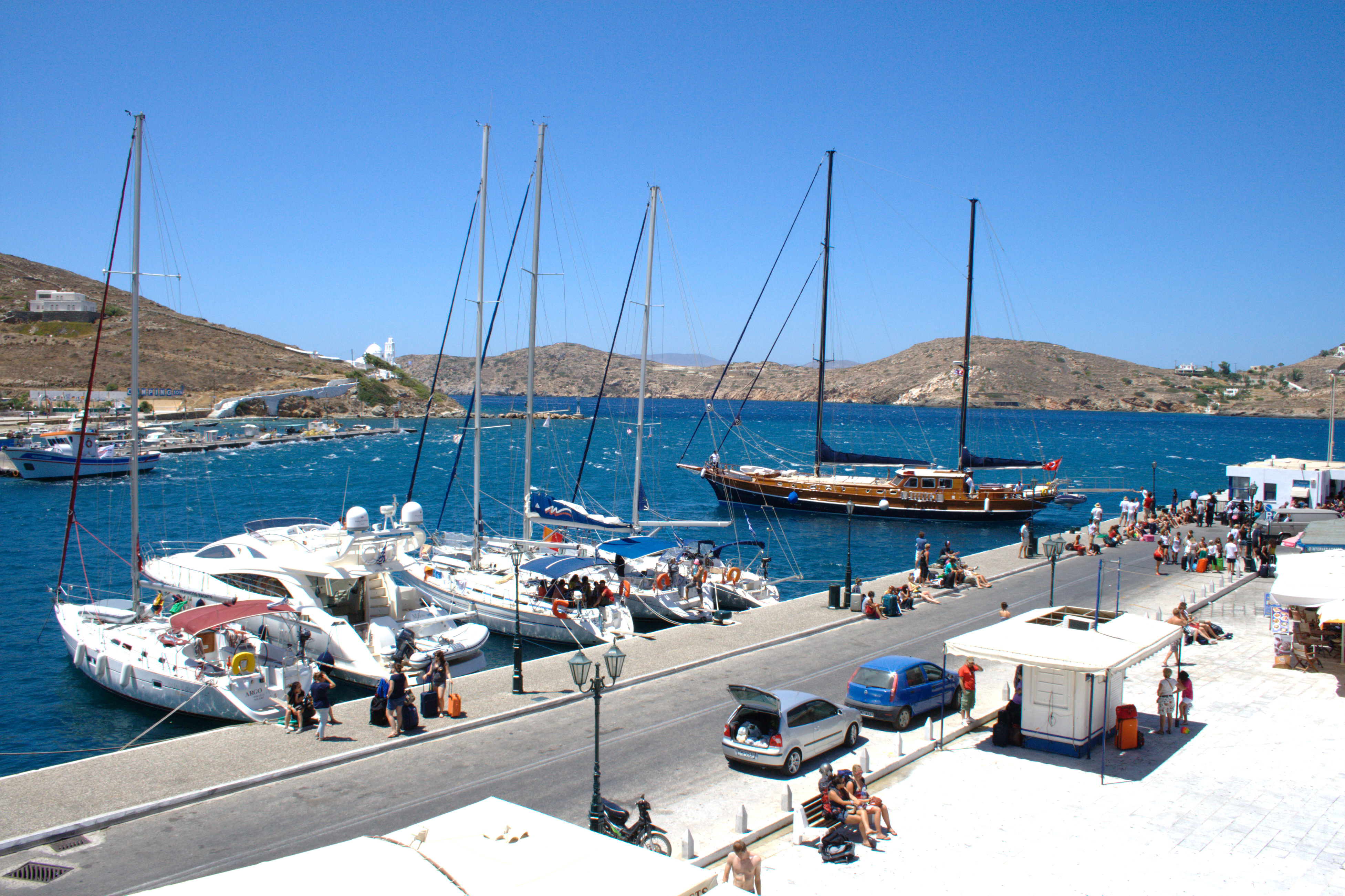
Hafen von Ios
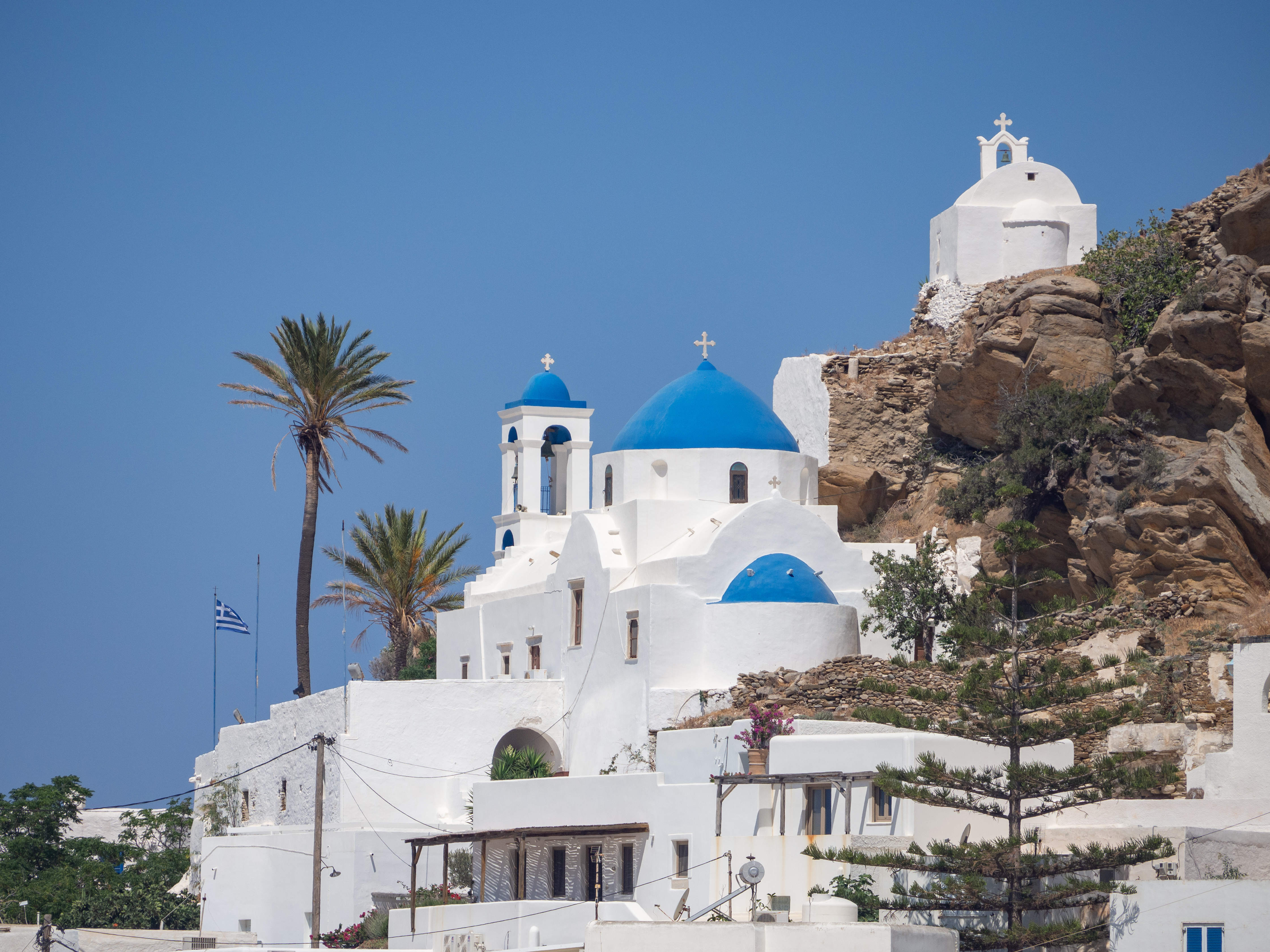
Die Kirchen Panagia Gremniotissa und Agios Eleftherios in der Chora von Ios
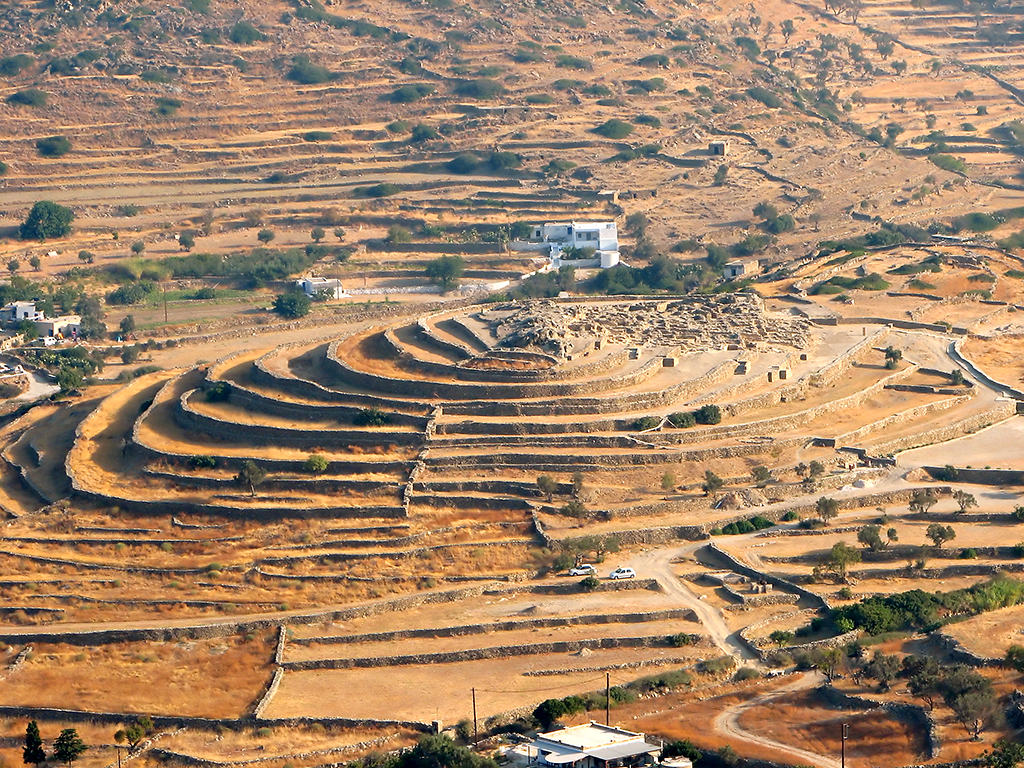
Der Hügel von Skarkos

## Siedlungen auf Ios
Nach der Volkszählung von 2011 zählt die Gemeinde 2024 Einwohner, davon leben nahezu 90 % im Hauptort Ios.
| Name          | griechischer Name     | Code       | 1920   | 1928   | 1940 | 1951 | 1961   | 1971 | 1981 | 1991 | 2001 | 2011 |
| ------------- | --------------------- | ---------- | ------ | ------ | ---- | ---- | ------ | ---- | ---- | ---- | ---- | ---- |
| Ios           | Ίος (f. sg.)          | 6003000001 | 2053   | 1472   | 2041 | 1753 | 1343 2 | 1270 | 1362 | 1234 | 1632 | 1754 |
| Agia Theodoti | Αγία Θεοδότη (f. sg.) | 6003000002 |        |        |      |      |        | –    | 5    | 78   | 8    | 12   |
| Epano Kambos  | Επάνω Κάμπος (m. sg.) | 6003000003 |        |        |      |      |        | –    | –    | 42   | 38   | 57   |
| Koumbara      | Κουμπάρα (f. sg.)     | 6003000004 |        |        |      |      |        |      |      |      | 13   | 16   |
| Manganari     | Μαγγανάρι (n. sg.)    | 6003000005 |        |        |      |      |        | –    | 4    | 117  | 43   | 29   |
| Bouris        | Μπούρης (m. sg.)      | 6003000006 |        |        |      |      |        |      |      |      | 1    | 31   |
| Mylopotas     | Μυλοπότας (m. sg.)    | 6003000007 |        |        |      |      |        | –    | 71   | 107  | 75   |      |
| Psathi        | Ψάθη (f. sg.)         | 6003000009 |        | 75     |      |      |        | –    | 71   | 76   | 28   | 5    |
| Gesamt        | Gesamt                |            | 2154 1 | 1797 1 | 2041 | 1753 | 1343   | 1270 | 1451 | 1654 | 1838 | 2024 |

Außerdem gehören folgende unbewohnte Eilande zur Gemeinde Ios:
- Petalidi (Πεταλίδι (n. sg.))
- Prasonisi
- Psathonisi

## Wirtschaft

### Landwirtschaft
Obwohl die Insel einen gebirgigen Charakter aufweist, ist sie im Vergleich zu anderen Inseln der Kykladen besonders in den Tälern von Epano Kambos und Kato Kambos im Nordwesten, Manganari im Süden, Psathi und Agia Theodoti im Osten fruchtbar. Seit dem 6. Jahrhundert v. Chr. ist der Terrassenanbau (πεζούλες) mit niedrigen Trockenmauern (ξερολιθιές) auf der Insel belegt. Bis vor wenigen Jahrzehnten war die Wirtschaftsgrundlage der Insel vor allem die Landwirtschaft mit dem Anbau von Getreide, Oliven und Wein sowie der Viehzucht.
Heute bringt Ios jedoch nur in geringem Umfang landwirtschaftliche Produkte hervor, dazu gehören hauptsächlich Honig und Ziegenkäse sowie für den Eigenbedarf Kartoffeln, Hülsenfrüchte und Gerste als Viehfutter.

### Tourismus

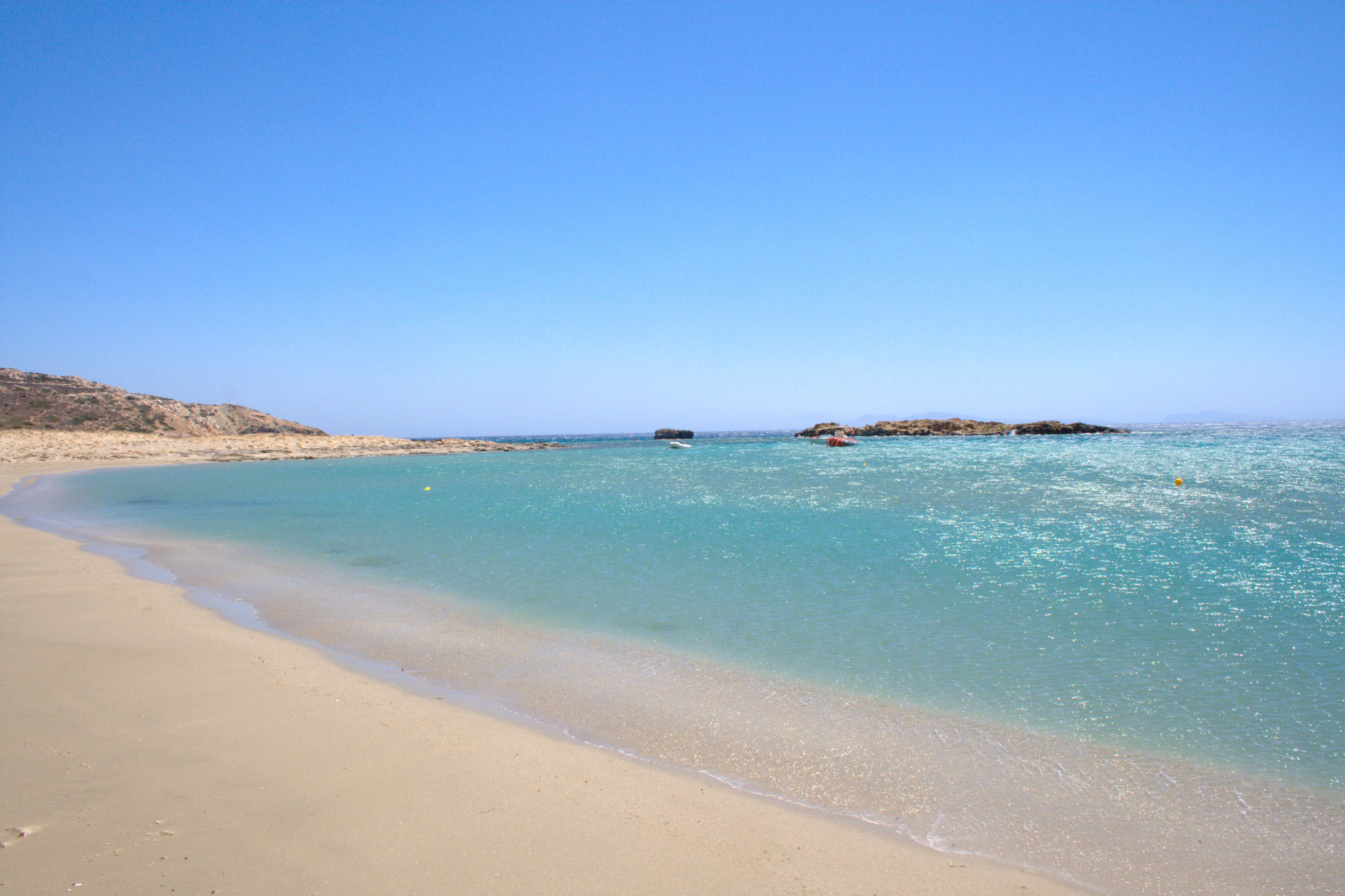
Manganari

Seit den 1970er-Jahren erlebt Ios einen Boom des internationalen Tourismus, wodurch sich die Bevölkerungszahl konstant bei etwa 1500 hält und die starke Landflucht gestoppt werden konnte. An manchen Tagen im Hochsommer kommt es vor, dass sich bis zu 10.000 Fremde auf der Insel aufhalten. Vorwiegend jüngere Leute aus allen Ländern genießen die schönen Badestrände (insbesondere den Milopotas) sowie ein ausgeprägtes und als besonders freizügig geltendes Nachtleben. Ios ist, von Touristen abgesehen, nur sehr spärlich und vereinzelt besiedelt, so etwa im Hinterland der ebenfalls schönen Strände von Manganari, Kalamos, Psathi und Theodoti.
Seit Mitte der 1990er-Jahre bemüht sich die lokale Verwaltung um die Entwicklung der Insel. Es ist ihr gelungen, EU-Gelder für Straßenbauprojekte einzuwerben, aber auch für den Bau eines Theaters. Der 2003 verstorbene deutsche Architekt Peter Haupt baute es in imposanter Lage oberhalb des Dorfes Chora. Es finden dort bisher jedoch nur selten kulturelle Veranstaltungen statt. Ob es durch Straßenbau gelingt, die touristische Struktur der Insel zu dezentralisieren, erscheint fraglich. Bisher konzentriert sich das Leben auf den weitläufigen Hafen, das oberhalb gelegene, malerische und autofreie Kykladendorf Chora und Milopotas, den größten durch öffentliche Verkehrsmittel angebundenen Strand der Insel.